# Congosorex
Congosorex és un gènere de mamífers de la família dels sorícids. El gènere conté les espècies següents:
- Congosorex phillipsorum[1]
- Musaranya ratolí de Kasai (Congosorex polli)
- Congosorex verheyeni